# 華澤爾·古米治
華澤爾·古米治是英國兒童故事人物，一個會走路和說話的稻草人。最初出現在英國兒童作家芭芭拉·尤芬·陶德（Barbara Euphan Todd）寫的一系列書裡。

## 版本

### 電台
華澤爾首次出現於大眾前是1935年BBC的電台節目「Children's Hour」，華澤爾的角色由經驗豐富的電台演員菲力·弘韋德（Philip Wade）飾演，John由約翰克拉克（John Clark）飾演，Susan由羅莎蒙德·拔恩斯（ 
Rosamund Barnes）飾演，Earthy Mangold由美寶·康斯特安杜羅斯（Mabel Constanduros）飾演。後來，華澤爾轉由新演員的丹尼斯弗威爾Denis Folwell飾演（丹尼斯弗威爾後來因在BBC的長年肥皂劇《The Archers》裡飾演Jack Archer而漸有名聲）。

### 電視
華澤爾·古米治的電視改編版是由英國獨立電視台的南方電視（Southern Television）製作的，由基思咸·華特豪斯Keith Waterhouse和Willis Hall負責編寫，並由電視節目《神秘博士》的主演乔恩·珀特维飾演華澤爾，尤娜·斯塔布斯飾演莎莉阿姨（一個露天馬戲團洋娃娃）。The Crowman也就是故事裡製造華澤爾和其他稻草人的人，由Geoffrey Bayldon飾演（他因主演卡茲威爾Catweazle而出名）。節目的其他客串角色還有：Barbara Windsor飾演的Saucy Nancy（船頭雕飾），Lorraine Chase飾演Dolly Clothes-peg（商店櫥窗人體模型）。
1979年至1981年期間，這節目共製作了四個系列共三十集和一個延伸的聖誕節特別版，1981年後，南方電視由於失去此劇的製作權，並由新的著作權持有者南部電視（TVS）製作，但南部電視在和HTV商討失敗後沒有太大興趣去繼續經營這節目（儘管用Daily Star大規模的新聞宣傳攻勢）。
1981年，帕特維和斯塔布斯於伯明翰輪演劇目劇院演出了「華澤爾·古米治」的音樂劇。喬恩·帕特維最後在電視演出華澤爾1995年，當時為慶祝英國獨立電視台（ITV）四十週年。
華澤爾的歌（Worzel's Song）由喬恩·帕特維主唱，在原系列最受歡迎時推出。較少人記得的是華澤爾的第二單曲，告誡小朋友陌生人的危險，推出於1987年。

### 紐西蘭
之後這節目被處於棄置狀態，直到1987年紐西蘭電視台TVNZ製作了「Worzel Gummidge Down Under」，並在紐西蘭進行拍攝，並拍了兩個系列共二十二集。但只有Pertwee和Stubbs是原有演員班底，The Crowman的角色則由Bruce Phillips飾演（因為原來的Geoffrey Bayldon拒絕再次演出這角色，原因一來是他不想再做這些小角色，二來因為他不想在離家很遠的地方工作），Sarah Chandler飾演故事裡其中一個小孩。和著名毛利人作家伊希·麥拉（Witi Ihimaera）的女兒Olivia Ihimaera-Smiler也參演了其中一個小朋友。電影《魔戒》導演彼德·积逊於此系列中作的特別效果令他了獲得早期的榮譽 （页面存档备份，存于）。
很可惜這個續集並沒有繼承原系列節目的威力。紐西蘭版的劇本並非由之前的Waterhouse和Hall寫，而是由當地編劇寫的。喬恩·帕特維自己也對劇本不滿意，他表示這系列沒有原有系列的「內在寓意」。Aunt Sally的角色則在新系列裡找到一個人類的男朋友，這激怒了帕特維，因為他認為這降低了節目的質素。雖然帕特維曾談到這節目的缺陷不足，但當資助這節目的Channel 4的新首長Michael Grade因節目不理想而下令撤銷這節目時，帕特維並不高興
。

## 故事內容
華澤爾是一個稻草人，他覺得整天站在田野裡（十畝田，Ten Acre Field）很無聊，因此經常在Scatterbrook的村落裡閒逛，看看有什麼事發生，或看看可以有什麼惡作劇可以搞。在節目首集，他結識了兩個小朋友John和Sue，兩個小朋友在接下來的故事系列都一直幫忙解決華澤爾搞出來的禍亂。兩個小朋友分別由傑里米·奧斯汀（Jeremy Austin）和夏洛特·卡門（Charlotte Coleman）飾演。夏洛特·卡門是一位高才藝的年輕女演員，她在演藝界裡獲得了被認可的成就；她在ITV的節目《Educating Marmalade》和其續集《Danger Marmalade at Work》飾演一有名無實的（反傳統）英雄—Marmalade Atkins。雖然她是在爭議裡成為明星，但她在BBC改編的《橘子不是唯一的水果》（Oranges Are Not The Only Fruit）和電影《四個婚禮和一個葬禮》（Four Weddings and a Funeral）卻有精采的演出，並盛大地成功，可惜她在31歲便因哮喘去世。傑里米·奧斯汀（Jeremy Austin）則參演了英國廣播公司（BBC）的兒童劇《[傑哈尼布里格斯》（Jonny Briggs）Humphrey一角。
華澤爾不是太聰明，因為他的頭是蕪菁來的（或者說是一個在不同場合可轉換的蕪菁頭，當情節上需要華澤爾唱歌，他就會放上「我的唱歌頭腦」。）。他也有自己的語言Zummerset方言Worzelese。華澤爾的流行語分別為：“A cup o’ tea an’ a slice o’ cake”（一杯茶和一件蛋糕）和“Arma darma deema darma arma darma Worzel”。此外，他瘋狂地愛上莎莉阿姨洋娃娃（一個殘忍心的露天市場攤位遊戲洋娃娃），但莎莉阿姨卻認為自己是一位淑女，所以認為華澤爾這個平凡的稻草人並不適合她。莎莉阿姨往往為了她自己的目的而利用華澤爾（好像在一集中，她答應如果華澤爾從一個舊貨店的洗衣機把她放出來便嫁給他，但不但沒有實踐還在街頭拋棄了他）。她又認為自己遠勝於像華澤爾這樣的「一個愚昧的乾草袋子」，但事實她跟華澤爾一樣愚昧。她平時只會一直說一些關於購買衣服的事情，如自「...一間優雅的boo-took（流行女裝商店）...」「...在巴黎...那是在西班牙，你知道的！」
節目裡，最具娛樂價值的就是華澤爾和莎莉的對話等互動，他們別具含義地演繹出來。華澤爾也是帕特維演得最出色的一個角色，但他自己卻不太承認，不單是非常出色的化妝—這花了他每天6小時的時間，觀眾更被他的演出弄至哭笑不得。他經常被指是「悲喜劇性的稻草人」。儘管莎莉阿姨用討厭的方法去對待華澤爾，但很難令人去討厭她。由優娜飾演的莎莉阿姨也是另一個出色的角色，當該集沒有她出現，大家都會非常掛念她。
關於轉到紐西蘭拍攝，劇裡解釋莎莉阿姨被一個來自紐西蘭古董商買了。在機場上，華澤爾認出莎莉阿姨上了行李運輸帶，接著他便跟著跳上運輸帶。
畫澤爾有一個顯著不調和的能力或非能力，就是發某些字的音。他常常混餚“篝火”或“堆肥堆”（雖然這可能有可理解的原因），然而，當他見到莎莉阿姨，他抗議地說：“我是不是哭哭啼啼！這就是我患風濕病的眼睛導致好想落淚的！” 
1996年帕特維去世的時候，優娜曾說「他在每方面都是一個大男人」。

## 角色扮演
| 演員                                               | 角色                             | 備註                                                    |
| 乔恩·珀特维                                        | 華澤爾·古米治（Worzel Gummidge） |                                                         |
| 尤娜·斯塔布斯                                      | 莎莉阿姨（Aunt Sally）           |                                                         |
| 杰弗里·貝爾頓（Geoffrey Bayldon）                  | The Crowman                      |                                                         |
| 傑里米·奧斯汀（Jeremy Austin）                     | 約翰（John Peters）              |                                                         |
| 夏洛特·卡門（Charlotte Coleman）                   | 蘇依（Sue Peters）               |                                                         |
| 邁克·貝里（Mike Berry）                            | 彼得斯先生（Mr Peters）          |                                                         |
| 諾曼·伯德（Norman Bird）                           | Mr Braithwaite                   |                                                         |
| 梅格斯·詹金斯（Megs Jenkins）                      | Mrs Braithwaite                  |                                                         |
| 瓊·西姆（Joan Sims）                               | Mrs Bloomsbury-Barton            | 系列1和2                                                |
| 米高·瑞帕（Michael Ripper）                        | Mr Shepherd                      |                                                         |
| 芭芭拉·溫莎（Barbara Windsor）                     | 蘇斯南斯（Saucy Nancy）          |                                                         |
| 羅林·查斯（Lorraine Chase）                        | Dolly Clothes-Peg                |                                                         |
| 比利·康諾利（Billy Connolly）                      | Bogle McNeep                     | 聖誕節特別版                                            |
| 比利·康諾利（Bernard Cribbins）                    | Jolly Jack                       |                                                         |
| 朵莉·華特斯（Thorley Walters）                     | Colonel Bloodstock               | 系列3和4                                                |
| 布魯斯·菲利普斯（Bruce Phillips）                  | The Crowman                      | Down Under                                              |
| 喬納森·馬克斯（Jonathan Marks）                    | 米奇（Mickey）                   | Down Under                                              |
| 奧莉維亞·伊希麥拉·斯米拉（Olivia Ihimaera-Smiler） | Manu                             | Down Under                                              |
| 威·古奇·卡（Wi Kuki Kaa）                          | Travelling Scarecrow Maker       | Down Under                                              |
| 瑪莉亞·詹姆斯（Maria James）                       | Eloise                           | Down Under; 在系列2與Olivia Ihimaera-Smiler輪流飾演Manu |

## 各集列表

### 華澤爾·古米治 (1979年-1981年)

#### 系列一
- Worzel's Washing Day
- A Home Fit For Scarecrows
- Aunt Sally
- The Crowman
- A Little Learning
- Worzel Pays A Visit
- The Scarecrow Hop

#### 系列二
- Worzel and the Saucy Nancy
- Worzel's Nephew
- A Fishy Tale
- The Trial of Worzel Gummidge
- Very Good Worzel
- Worzel In The Limelight
- Fire Drill
- The Scarecrow Wedding

#### 系列三
- Moving On
- Dolly Clothes-Peg
- A Fair Old Pullover
- Worzel The Brave
- Worzel's Wager
- The Return of Dafthead
- Captain Worzel
- Choir Practice

#### 聖誕節特別版
A Cup O'Tea and a Slice Of Cake (27/12/1980, repeated 25/12/1981)

#### 系列四
- Muvver's Day
- The Golden Hind
- Will The Real Aunt Sally..?
- The Jumbly Sale
- The Return Of Dolly Clothes-Peg
- Worzel In Revolt
- Worzel's Birthday

### WORZEL GUMMIDGE DOWN UNDER

#### 系列一 (1987年)
- As The Scarecock Flies
- The Sleeping Beauty
- Full Employment
- Worzel's Handicap
- King of the Scarecrows
- Worzel to the Rescue
- Slave Scarecrow
- The Traveller Unmasked
- A Friend In Need

#### 系列二(1989年)
- Stage Struck
- A Red Sky In T'Morning
- Them Thar Hills
- The Beauty Contest
- Balbous Cauliflower
- Weevily Swede
- Elementary My Dear Worty
- Dreams Of Avarish
- The Runaway Train
- Aunt Sally, R.A.
- Wattle Hearthbrush
- The Bestest Scarecrow

## 大眾文化
- 80年代早期，英國工黨領導人麥可·富特（Michael Foot）曾被人諷刺他粗野的外貌與華澤爾·古米治相似[9]。
- 即使稻草人是Jon Pertwee自己演的角色，但他曾形容《The Five Doctors》裡的Patrick Troughton為“稻草人”。
- 1980年代，Harvester餐廳放了有一個的華澤爾·古米治人物模型於餐廳入口處來歡迎顧客。

## 外部連結
- 主題曲 (連結自TV.Cream.org)
- 片尾曲 (連結自TV.Cream.org)
- BBC 官方網站 （英文）
- Worzel Gummidge Down Under （页面存档备份，存于） （英文）
- 故事內容及人物介紹 （英文）
- Screenonline: Worzel Gummidge （页面存档备份，存于） （英文）